# Juan Soto (Fußballspieler, 1956)
Juan Ernesto Soto Quintana (* 25. Juni 1956 in Santiago de Chile) ist ein ehemaliger chilenischer Fußballspieler. Der Mittelfeldspieler spielte 20-mal für die Nationalmannschaft und gewann auf Vereinsebene mit dem CSD Colo-Colo die Meisterschaft 1989.

## Spielerkarriere

### Verein
Juan Soto kam aus der Jugend des Universidad de Chile und debütierte 1973 in der Primera División, nachdem er zuvor in die zweite Liga zum Everton und zu Deportivo Ñublense verliehen wurde. Soto blieb dann bis 1979 bei La U und wechselte zu Deportes Arica und anschließend zu Los Nauticos. Mit dem CSD Colo-Colo gewann Soto 1989 das Double aus Meisterschaft und Copa Chile. Nach einer Auslandsstation in Mexiko bei den Monarcas Morelia beendete er seine Karriere bei seinem Jugendklub Universidad de Chile im Jahr 1991.

### Nationalmannschaft
Im Juni 1977 debütierte Juan Soto für Chile beim Freundschaftsspiel gegen Schottland. Er wurde für die Copa América 1983 nominiert und absolvierte drei der vier Spiele. Chile schied in der Dreiergruppe als Zweiter hinter Uruguay aus. Im Juni 1988 absolvierte Soto sein letztes Länderspiel beim 3:0-Erfolg im Freundschaftsspiel gegen die USA. Sein einziges Länderspieltor in den 20 Einsätzen für Chile erzielte Soto im Juli 1983 beim 1:0-Sieg in der Copa del Pacífico 1983 gegen Peru.

## Erfolge
Universidad de Chile
- Copa Chile: 1979

Colo-Colo
- Chilenischer Meister: 1989
- Copa Chile: 1989